# 归途列车
归途列车是2009年一部由加拿大华人范立欣执导的纪录片，该片以春运为主题，以真实的普通人为主角，记录了主人公2006年～2009年春节期间从广州返家探亲的历程。该片先后荣获了30多个业内奖项。本片于2012年1月在中国大陆上映。

## 剧情
片中主角张昌华和陈素琴夫妇是四川省广安市广安区大安镇人，20世纪90年代初来广州打工，在制衣厂工作，工作卑微，生活条件简陋，唯一的希望便是每年春节的阖家团聚，两人希望女儿张琴和儿子张阳好好读书，改变农民的卑微命运。但女儿张琴有些叛逆，不喜欢上学，也不喜欢寂寞的村庄，也来到广东打工，并与父母发生矛盾……

## 拍摄
本片是范立欣执导的首部纪录长片，共花费了3年时间跟拍，整部电影投资约100万美元，全部来自中国境外的各种基金会、电影节、电视台。

## 荣誉
在美国著名影评“烂番茄”网上，在有限发行的电影中，该片以100%的好评率荣获“金番茄”大奖。此外，该片在荷兰阿姆斯特丹国际纪录片电影节上荣获最佳纪录长片奖，以及2010年洛杉矶影评人协会最佳纪录片奖。